# Linghed
Linghed is een plaats in de gemeente Falun in het landschap Dalarna en de provincie Dalarnas län in Zweden. De plaats heeft 609 inwoners (2005) en een oppervlakte van 211 hectare. De plaats ligt aan het meer Svärdsjön.